# María Josefa Pimentel, duchessa di Osuna
María Josefa de Borja Pimentel y Téllez-Girón, duchessa di Osuna, (in spagnolo: Doña María Josefa de la Soledad Alfonso-Pimentel y Téllez-Girón, XII duquesa de Benavente) (Madrid, 26 novembre 1750 – Madrid, 5 ottobre 1834), è stata una nobildonna spagnola.

## Biografia
Era la figlia di Francisco Alfonso Pimentel, e di sua moglie, María Faustina Téllez-Girón.

## Matrimonio

Stemma della Duchessa.

Nel 1771 sposò Pedro de Alcántara Téllez-Girón, IX duca di Osuna (1755–1807). La coppia ebbe nove figli, solo cinque dei quali sopravvissero alla nascita:
- Josefa Manuela Téllez-Girón (1783–1817)
- Joaquina Téllez-Girón (1784–1851)
- Francisco Téllez-Girón, X duca di Osuna (1785–1820)
- Pedro Téllez-Girón (1786–1851)
- Manuela Isidra Téllez-Girón (1794–1838)

Secondo i contemporanei, la duchessa non era molto bella, ma aveva un'intelligenza acuta, eleganza e compostezza. Era un personaggio mondano molto importante di Madrid, che rivaleggiava con la regina Maria Luisa e la duchessa Cayetana de Alba. Giocò un ruolo importante nella società spagnola del tempo e sostenne numerosi enti di beneficenza.
Fu la protettrice della famosa soprano Brigida Giorgi Banti di cui tenne a battesimo il figlio Giuseppe Banti nato a Madrid nel luglio del 1793 durante una tournée della madre in Spagna.
È stata una delle prime due donne ad aderire alla Real Sociedad Económica Matritense. Insieme al marito, era una sostenitrice del pittore Francisco Goya. La duchessa non solo ha acquistato una delle prime tele della serie di incisioni Los Caprichos, ma gli commissionò due serie di dipinti: Il grande caprone e Volo di streghe.
In un suo famoso ritratto di Goya, la duchessa è in piedi con atteggiamento nobile di riserva rivolta verso lo spettatore. I suoi capi seguono la moda iniziata dalla regina Maria Antonietta.
Era la creatrice del Parco del Capricho, che oggi è uno dei patrimoni più ricchi di Madrid.

## Ascendenza
|                                                                                            |                                       |                                                                                    | Genitori                                                                            |  |  | Nonni |  |  | Bisnonni                                                                  |  |  | Trisnonni                                                        |  |
|                                                                                            |                                       |                                                                                    |                                                                                     |  |  |       |  |  | Francisco Casimiro Pimentel de Quiñones y Benavides, IX duca di Benavente |  |  | Antonio Alonso Pimentel y Herrera Zúñiga, VIII duca di Benavente |  |
|                                                                                            |                                       |                                                                                    |                                                                                     |  |  |       |  |  | Francisco Casimiro Pimentel de Quiñones y Benavides, IX duca di Benavente |  |  | Antonio Alonso Pimentel y Herrera Zúñiga, VIII duca di Benavente |  |
|                                                                                            |                                       | Isabel Francisca de Benavides, III marchese di Jabalquinto                         |                                                                                     |  |  |       |  |  | Francisco Casimiro Pimentel de Quiñones y Benavides, IX duca di Benavente |  |  |                                                                  |  |
| Antonio Francisco Pimentel de Zúñiga y Vigil de Quiñones, X duca di Benavente              |                                       |                                                                                    |                                                                                     |  |  |       |  |  | Francisco Casimiro Pimentel de Quiñones y Benavides, IX duca di Benavente |  |  |                                                                  |  |
|                                                                                            |                                       | Manuela de Zúñiga Sotomayor y Guzman                                               | Juan Manuel López de Zúñiga y Mendoza                                               |  |  |       |  |  |                                                                           |  |  |                                                                  |  |
|                                                                                            |                                       | Manuela de Zúñiga Sotomayor y Guzman                                               | Juan Manuel López de Zúñiga y Mendoza                                               |  |  |       |  |  |                                                                           |  |  |                                                                  |  |
|                                                                                            |                                       | Manuela de Zúñiga Sotomayor y Guzman                                               | Teresa de Silva Sarmiento y de La Cerda                                             |  |  |       |  |  |                                                                           |  |  |                                                                  |  |
| Francisco Alonso Pimentel Vigil de Quiñones Borja Aragón y Centelles, XI duca di Benavente |                                       | Manuela de Zúñiga Sotomayor y Guzman                                               |                                                                                     |  |  |       |  |  |                                                                           |  |  |                                                                  |  |
|                                                                                            |                                       | Pascual Francisco Ignacio Juan de Borja, X duca di Gandia                          | Francisco IV de Borja, IX duca di Gandia                                            |  |  |       |  |  |                                                                           |  |  |                                                                  |  |
|                                                                                            |                                       | Pascual Francisco Ignacio Juan de Borja, X duca di Gandia                          | Francisco IV de Borja, IX duca di Gandia                                            |  |  |       |  |  |                                                                           |  |  |                                                                  |  |
|                                                                                            |                                       | Pascual Francisco Ignacio Juan de Borja, X duca di Gandia                          | Maria Ponce de León y de Aragón                                                     |  |  |       |  |  |                                                                           |  |  |                                                                  |  |
| Ignacia Juana Magdalena Francisca Pascuala Praxedes Ana Maria Luisa Alberta de Borja       |                                       | Pascual Francisco Ignacio Juan de Borja, X duca di Gandia                          |                                                                                     |  |  |       |  |  |                                                                           |  |  |                                                                  |  |
|                                                                                            |                                       | Juana Fernández de Córdova y Figueroa                                              | Luis I Ignaz Fernández de Córdoba y Figueroa, VI duca di Feria e marchese di Priego |  |  |       |  |  |                                                                           |  |  |                                                                  |  |
|                                                                                            |                                       | Juana Fernández de Córdova y Figueroa                                              | Luis I Ignaz Fernández de Córdoba y Figueroa, VI duca di Feria e marchese di Priego |  |  |       |  |  |                                                                           |  |  |                                                                  |  |
|                                                                                            |                                       | Juana Fernández de Córdova y Figueroa                                              | Mariana Fernández de Córdoba Cardona y Aragon                                       |  |  |       |  |  |                                                                           |  |  |                                                                  |  |
| María Josefa de la Soledad Alfonso-Pimentel y Téllez-Girón                                 |                                       | Juana Fernández de Córdova y Figueroa                                              |                                                                                     |  |  |       |  |  |                                                                           |  |  |                                                                  |  |
|                                                                                            | Gasparo Téllez-Girón, V duca di Osuna | Juan Tellez-Girón y Enriquez de Ribera, IV duca di Osuna                           |                                                                                     |  |  |       |  |  |                                                                           |  |  |                                                                  |  |
|                                                                                            | Gasparo Téllez-Girón, V duca di Osuna | Juan Tellez-Girón y Enriquez de Ribera, IV duca di Osuna                           |                                                                                     |  |  |       |  |  |                                                                           |  |  |                                                                  |  |
|                                                                                            | Gasparo Téllez-Girón, V duca di Osuna | Isabelle Raimunda Gomez de Sandoval y Padilla                                      |                                                                                     |  |  |       |  |  |                                                                           |  |  |                                                                  |  |
| José Maria Téllez-Girón y Benavides, VII duca di Osuna                                     | Gasparo Téllez-Girón, V duca di Osuna |                                                                                    |                                                                                     |  |  |       |  |  |                                                                           |  |  |                                                                  |  |
|                                                                                            |                                       | Ana Antonia de Benavides Carillo de Tredo y Ponce de Léon, VI marchesa di Fromista | Luis Francesco de Benavides y Carrillo de Toledo, V marchese di Fromista            |  |  |       |  |  |                                                                           |  |  |                                                                  |  |
|                                                                                            |                                       | Ana Antonia de Benavides Carillo de Tredo y Ponce de Léon, VI marchesa di Fromista | Luis Francesco de Benavides y Carrillo de Toledo, V marchese di Fromista            |  |  |       |  |  |                                                                           |  |  |                                                                  |  |
|                                                                                            |                                       | Ana Antonia de Benavides Carillo de Tredo y Ponce de Léon, VI marchesa di Fromista | Catalina Ponce de León y Aragón                                                     |  |  |       |  |  |                                                                           |  |  |                                                                  |  |
| Maria Faustina Manuela Téllez-Girón y Perez de Guzman                                      |                                       | Ana Antonia de Benavides Carillo de Tredo y Ponce de Léon, VI marchesa di Fromista |                                                                                     |  |  |       |  |  |                                                                           |  |  |                                                                  |  |
|                                                                                            |                                       | Manuel Pérez de Guzmán, XII duca di Medina Sidonia                                 | Juan Claros Pérez de Guzmán, XII duca di Medina Sidonia                             |  |  |       |  |  |                                                                           |  |  |                                                                  |  |
|                                                                                            |                                       | Manuel Pérez de Guzmán, XII duca di Medina Sidonia                                 | Juan Claros Pérez de Guzmán, XII duca di Medina Sidonia                             |  |  |       |  |  |                                                                           |  |  |                                                                  |  |
|                                                                                            |                                       | Manuel Pérez de Guzmán, XII duca di Medina Sidonia                                 | Antonia Pimentel y Benavides                                                        |  |  |       |  |  |                                                                           |  |  |                                                                  |  |
| Francisca Perez de Gúzman Silva                                                            |                                       | Manuel Pérez de Guzmán, XII duca di Medina Sidonia                                 |                                                                                     |  |  |       |  |  |                                                                           |  |  |                                                                  |  |
|                                                                                            |                                       | Luisa Maria de Silva Mendoza y Haro                                                | Gregorio de Silva Mendoza y Sandoval, IX duca di Infantado e V duca di Pastrana     |  |  |       |  |  |                                                                           |  |  |                                                                  |  |
|                                                                                            |                                       | Luisa Maria de Silva Mendoza y Haro                                                | Gregorio de Silva Mendoza y Sandoval, IX duca di Infantado e V duca di Pastrana     |  |  |       |  |  |                                                                           |  |  |                                                                  |  |
|                                                                                            |                                       | Luisa Maria de Silva Mendoza y Haro                                                | Maria de Haro y Guzmán                                                              |  |  |       |  |  |                                                                           |  |  |                                                                  |  |
|                                                                                            |                                       | Luisa Maria de Silva Mendoza y Haro                                                |                                                                                     |  |  |       |  |  |                                                                           |  |  |                                                                  |  |